# Maurandya
Maurandya é um género botânico pertencente à família Plantaginaceae. Tradicionalmente este gênero era classificado na família das Scrophulariaceae.

## Espécies
Composto por 22 espécies:
Maurandya acerifolia Maurandya antirrhiniflora Maurandya atrosanguinea
Maurandya barclaiana Maurandya coccinea Maurandya epixiphium
Maurandya erecta Maurandya erubescens Maurandya flaviflora
Maurandya geniculata Maurandya glabrata Maurandya juncea
Maurandya lophospermum Maurandya petrophila Maurandya purpurea
Maurandya purpusii Maurandya rosei Maurandya scandens
Maurandya stricta Maurandya wislizeni

## Nome e referências
Maurandya Ortega